# Marcus Helbig

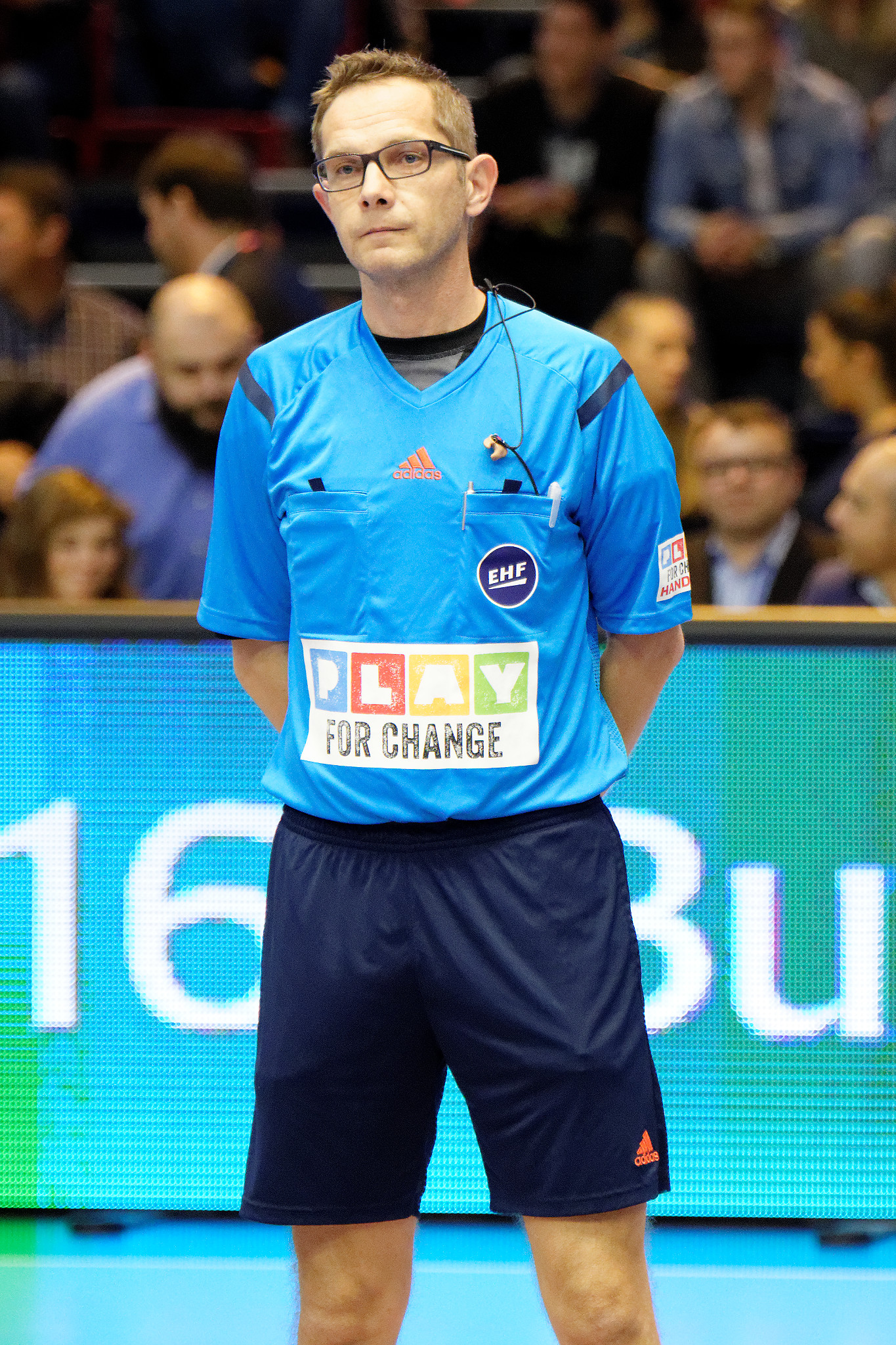
Marcus Helbig (2015)

Marcus Helbig (* 27. Dezember 1971) ist ein ehemaliger deutscher Handballschiedsrichter. Zusammen mit Lars Geipel bildete er ein internationales Schiedsrichtergespann.
Helbig war ab 1988 Schiedsrichter und pfiff ab 1993 zusammen mit seinem Gespannpartner Lars Geipel. 2001 wurden beide in den A-Kader des Deutschen Handballbundes und in den EHF/IHF-Kader aufgenommen.
2011 pfiffen beide unter anderem das Halbfinalspiel der Handball-Weltmeisterschaft der Männer zwischen Schweden und Kroatien und das Finale im DHB-Pokal.
Am 1. Juni 2012 wurde Helbig zusammen mit seinem Gespannpartner zum Schiedsrichter der Saison 2011/2012 gewählt.
Das Schiedsrichtergespann wurde Anfang 2016 ebenfalls für die Handball-Europameisterschaft 2016 in Polen nominiert und pfiff dort verschiedene Duelle in der Vor- und Hauptrunde. Im Januar 2017 waren beide ebenfalls bei der Handball-Weltmeisterschaft 2017 in Frankreich im Einsatz. Nach der Saison 2020/21 beendete er seine Karriere.
Der Verwaltungsfachangestellte arbeitet bei der Bundesagentur für Arbeit, wohnt in Landsberg (Saalekreis) und ist ledig.